# Бель (приток Чиуша)
Бель — река в России, протекает в Республике Мордовия и в Пензенской области. Правый приток реки Чиуш.

## География
Река Бель берёт начало у села Русский Пимбур Спасского района Пензенской области. Течёт на север по территории Зубово-Полянского района Мордовии. Устье реки находится у села Дубасово в 17 км по правому берегу реки Чиуш. Длина реки составляет 13 км.

## Данные водного реестра
По данным государственного водного реестра России относится к Окскому бассейновому округу, водохозяйственный участок реки — Мокша от водомерного поста города Темников и до устья, без реки Цна, речной подбассейн реки — Мокша. Речной бассейн реки — Ока.
Код объекта в государственном водном реестре — 09010200412110000028487.